# Mario Preskar
Mario Preskar (Zagreb, 12. siječnja 1984.), hrvatski  profesionalni boksač u teškoj kategoriji. 
Njegov je promotor do rujna 2008. bio Don King, a trenutačno njegovi promotori su braća Volodimir i Vitalij Kličko. Od svoje devete godine trenira u boksačkom klubu "Leonardo" u zagrebačkoj Dubravi (trener i manager: Leonardo Pijetraj).

## Amaterska karijera
Neka od Marijevih amaterskih dostignuća su:
- 2002. zlatna medalja - Branderbug Cup; AIBA Turnir
- 2002. zlatna medalja - Mostar, BiH; EABA Turnir
- 2001. zlatna medalja - Balaton Cup; AIBA Turnir
- 2001. srebrna medalja - Branderbug Cup; AIBA Turnir
- 2001. zlatna medalja - Mostar, BiH; EABA Turnir
- 2000. srebrna medalja - Atena, Grčka: juniorsko europsko prvenstvo
- 1999. brončana medalja - Baku, Azerbejdžan: juniorsko europsko prvenstvo
- 7 puta prvak Hrvatske

## Profesionalna karijera
Preskar je svoju profesionalnu karijeru započeo sa svojih 19 godina, kada je 2003. godine potpisao ugovor s Don Kingom. Od tada se borio 19 puta uz 16 pobjeda (8KOs) i 3 neodlučene borbe. Krajem kolovoza 2009. objavio je da privremeno prekida boksačku karijeru.

## Vanjske poveznice
- BoxRec  Arhivirana inačica izvorne stranice od 14. lipnja 2012. (Wayback Machine)
- Leonardo Boxing Gym